# Yannick Fischer
Yannick Fischer (Sainte-Foy-la-Grande, 17 dicembre 1974) è un ex calciatore francese, di ruolo difensore.

## Carriera
Vanta 262 incontri e 4 reti in Ligue 1 e 14 presenze nelle competizioni calcistiche europee.